# Hemmingen (Niedersachsen)
Hemmingen ist eine südlich von Hannover gelegene niedersächsische Stadt, die zur Region Hannover gehört.

## Geografie

### Geografische Lage
Die Stadt Hemmingen liegt im Tal der Leine und an den Ausläufern des Weserberglands mit seinen fruchtbaren Lössböden.

### Stadtgliederung

Die Stadtteile Hemmingens

Die Stadt Hemmingen ist eine Einheitsgemeinde und besteht aus den folgenden Stadtteilen:
1. Arnum (Fläche: 4,62 km²)
2. Devese (3,27 km²)
3. Harkenbleck (3,49 km²)
4. Hemmingen-Westerfeld (5,32 km²)
5. Hiddestorf (8,69 km²)
6. Ohlendorf (3,56 km²)
7. Wilkenburg (2,68 km²)

### Nachbarkommunen
An Hemmingen grenzen die niedersächsische Landeshauptstadt Hannover und die Städte Laatzen, Pattensen, Springe und Ronnenberg an.

## Geschichte

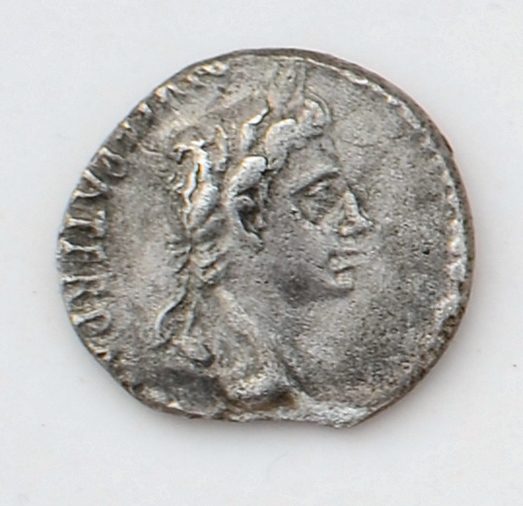
Römische Münze vom Areal des Römischen Marschlagers von Wilkenburg

Alte Bezeichnungen des Ortes sind nach 1124 Hemmege, 1185–1206 Hemmige, 1223 Hemie, um 1225 und 1269 Hemmie.
Im Stadtteil Wilkenburg wurde 2015 das Römische Marschlager von Wilkenburg aus der Zeit um Christi Geburt nachgewiesen, das auf einer Fläche von rund 30 Hektar Platz für etwa 20.000 römische Soldaten bot. Die Anlage ist das erste in Niedersachsen entdeckte Marschlager und das am weitesten nordöstlich im rechtsrheinischen Germanien (Germania magna) gelegene.
Bei Hemmingen lag die mittelalterliche Siedlung Klein-Hemmingen, die etwa im 15. Jahrhundert wüst fiel. Siedlungsreste wurden 2014 bei Erdarbeiten an der Carl-Friedrich-Gauß-Schule entdeckt und archäologisch untersucht. 
Im Zuge wachsender Neubausiedlungen in den 1960er Jahren am Stadtrand von Hannover wurden zunächst die Gemeinden Hemmingen und Westerfeld zusammengelegt und erhielten eine eigene Postleitzahl.
Am 1. März 1974 wurden die Gemeinden Arnum, Devese, Harkenbleck, Hemmingen-Westerfeld, Hiddestorf, Ohlendorf und Wilkenburg zur neuen Gemeinde Hemmingen zusammengeschlossen. Die sieben ehemaligen Gemeinden haben sich schnell zu einer örtlichen Gemeinschaft zusammengefunden. Charakteristisch für die Ortsteile ist die rapide Entwicklung nach 1945. Wohnten im Gebiet der heutigen Stadt Hemmingen im Jahre 1939 nur 4334 Einwohner, waren es 1973 bereits 16.024. Moderne Wohnbauten bestimmen das Ortsbild.
Seit dem 1. März 1999 ist die Gemeinde Hemmingen eine Stadt.
In den Jahren 2003 und 2004 wurden der Rathausplatz und ein Teil der angrenzenden Gebäude saniert und modernisiert. Das Rathaus wurde teilweise abgerissen und im Neubau erweitert und aufgestockt, um den Anforderungen an eine moderne Verwaltung gerecht zu werden.

## Politik

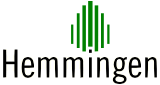
Logo Stadt Hemmingen

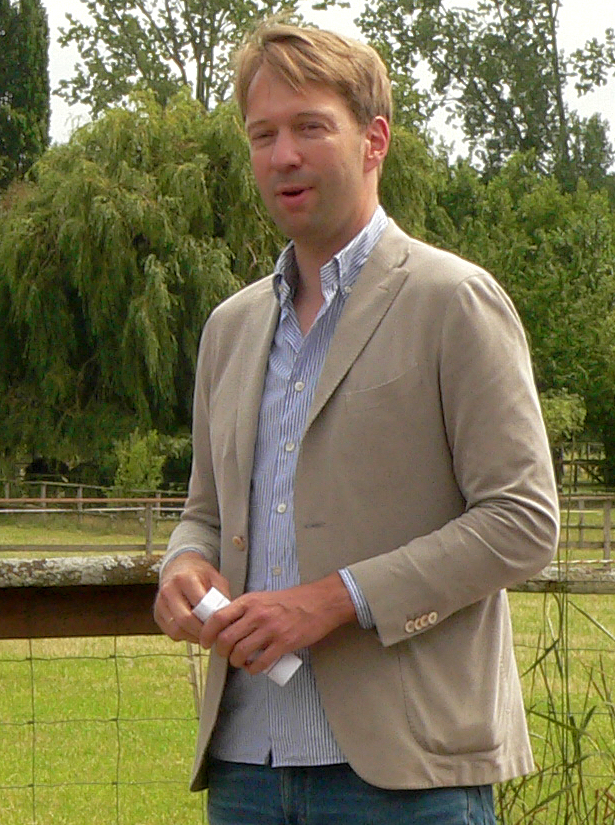
Bürgermeister Jan Dingeldey

### Rat der Stadt
Der Rat der Stadt Hemmingen setzt sich neben dem Bürgermeister aus 26 Ratsfrauen und Ratsherren zusammen. Der Rat bildet Fachausschüsse, in denen auch von den Fraktionen benannte beratende Mitglieder ohne Stimmrecht mitarbeiten. Rat und Ausschüsse tagen öffentlich. Die Wahlbeteiligung bei der Wahl des Hemminger Stadtrates am 12. September 2021 lag bei 68,74 % (+5,64 %). Die Sitze im Rat verteilen sich folgendermaßen:
- CDU: 11 Sitze
- SPD: 6 Sitze
- GRÜNE: 5 Sitze
- FDP: 2 Sitze
- Linke: 1 Sitz
- Die Unabhängigen Hemminger (DUH): 1 Sitz

Von den 26 Mitgliedern des Rates sind elf Frauen.

### Bürgermeister
Bürgermeister ist Jan Dingeldey (CDU). Zuvor (1997–2021) hatte dieses Amt Claus-Dieter Schacht-Gaida (SPD) inne.

### Wappen
Der Entwurf des Wappens von Hemmingen stammt von H. Verhey.
- Das Wappen wurde am 2. August 1950 durch den Niedersächsischen Minister des Innern verliehen.[8]
- Die am 1. März 1974 durch Gesetz neugebildete Gemeinde Hemmingen hat das Wappen der bisherigen Gemeinde Hemmingen-Westerfeld übernommen, das vom Regierungspräsidenten in Hannover am 9. Mai 1974 genehmigt wurde.[8]
- Die am 1. März 1999 durch Gesetz neugebildete Stadt Hemmingen hat das Wappen der bisherigen Gemeinde Hemmingen übernommen, das vom Landkreis Hannover genehmigt wurde.

| Wappen von Hemmingen | Blasonierung: „Auf silbernem Grunde sieben, als Leiste aneinandergereihte, aufrechte, rote Rauten, die mit je einem goldenen Nagelkopf belegt sind.“ |
| Wappen von Hemmingen | Wappenbegründung: Das Wappen ist eine Variante des Wappens der in Hemmingen ansässigen Familie von Alten (Rauten von rechts oben nach links unten).  |

### Städtepartnerschaften
Partnerschaften bestehen mit:
 Yvetot, Frankreich
 South Lanarkshire, Vereinigtes Königreich
 Murowana Goślina, Polen
 Markkleeberg, Deutschland

## Kultur und Sehenswürdigkeiten

### Kulturelle Veranstaltungen
Das Kulturzentrum Bauhof in Hemmingen-Westerfeld bietet diverse kulturelle Veranstaltungen an. Größter Veranstaltungsort der Stadt ist das Forum der Carl-Friedrich-Gauß-Schule, das bis zu 300 Zuschauer fasst und häufig von der Musikschule für Musicals verwendet wird.
Jährlich gibt es in Hemmingen Inszenierungen der Leine-Bühne e. V., die im Jugend-Kultur-Haus Hemmingen aufgeführt werden.

### Musik
Ensembles und Chöre der Carl-Friedrich-Gauß-Schule und der Musikschule Hemmingen e. V. treten bei Konzerten und bei Austauschfahrten mit den Partnerstädten in Erscheinung.
In Hemmingen gibt es zudem Musikzüge der verschiedenen Freiwilligen Ortsfeuerwehren.

### Grünflächen und Naherholung
Die Angebote zur Naherholung sind in und um Hemmingen besonders vielseitig. Viele Flächen sind nicht versiegelt, es gibt eine hohe Anzahl kleinerer Wälder, wie das Ricklinger Holz bei Hemmingen-Westerfeld, das Bürgerholz bei Devese oder das als Landschaftsschutzgebiet bei Hiddestorf gelegene Linderter und Stamstorfer Holz.
Der Sundern ist ein Naturschutzgebiet zwischen Hemmingen-Westerfeld, Wilkenburg und Arnum. Im Erlenbruchwald liegt auch das Baudenkmal Mausoleum Graf Carl von Alten, das von Georg Ludwig Friedrich Laves und Conrad Wilhelm Hase für Carl von Alten errichtet wurde.
Das 317 Hektar große ehemalige Naturschutzgebiet Alte Leine (2021 im Naturschutzgebiet Leineaue zwischen Hannover und Ruthe aufgegangen) liegt zwischen den Städten Pattensen, Laatzen und Hemmingen und dient zahlreichen Tierarten als Lebensraum.
Mit den Ricklinger Kiesteichen liegen auch Seen in Hemmingen, die für diverse Freizeitaktivitäten genutzt werden.
Für Hemmingen-Westerfeld gibt es Planungen, einen Stadtpark zu errichten.

## Bildung
In den Stadtteilen Arnum, Hemmingen-Westerfeld und Hiddestorf gibt es Grundschulen, in Hemmingen-Westerfeld zudem die weiterführende Carl-Friedrich-Gauß-Schule, die von rund 1500 Schülern besucht wird und Eliteschule des Sports und des Fußballs ist.
Für Erwachsene und Kinder macht die Leine-Volkshochschule ein Kursangebot und die Musikschule Hemmingen e. V. bietet ab dem Kleinkindalter Instrumental- und Vokalunterricht an. Es gibt Kooperationen der Musikschule mit den Kitas und Schulen der Stadt.
Die Stadt Hemmingen verfügt mit dem Jugend-Kultur-Haus in Hemmingen-Westerfeld sowie den Kinder- und Jugendräumen in Arnum über zwei Jugendzentren, welche Angebote für Kinder und Jugendliche im kreativen, erlebnispädagogischen und außerschulischen Bereich machen. Eine Besonderheit ist der Bauspielplatz, den die Stadtjugendpflege auf der Rückseite des Strandbadsees betreut.

## Verkehr

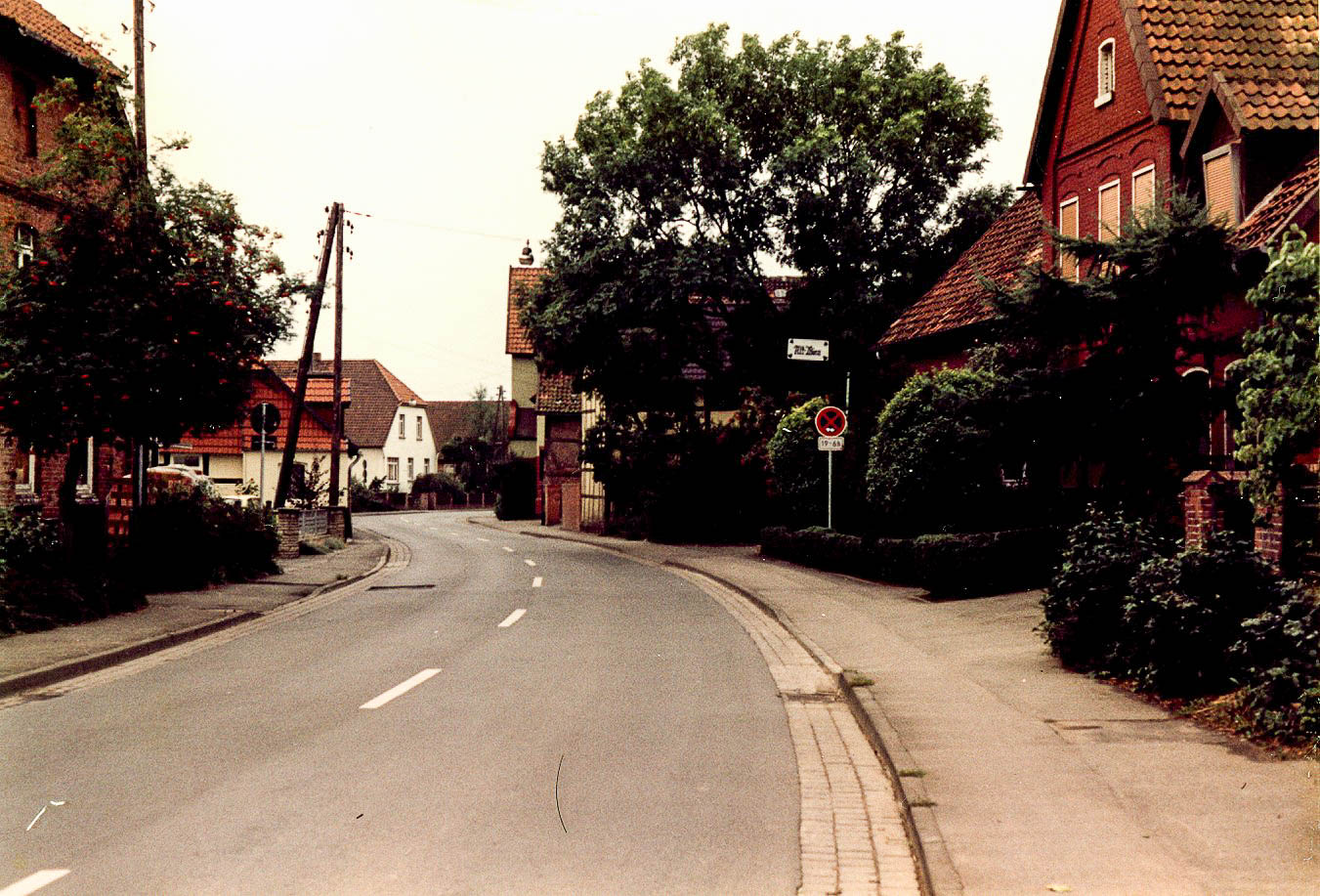
Hemmingen (1984)

Die Bundesstraße 3 verläuft seit 2020 als 7,5 km lange Ortsumgehung überwiegend westlich der Stadtteile Hemmingen-Westerfeld und Arnum und östlich der Stadtteile Hiddestorf, Ohlendorf und Devese.
Seit dem Fahrplanwechsel am 10. Dezember 2023 ist Hemmingen-Westerfeld mit der Linie 13 an das Stadtbahnnetz Hannover angebunden. Der Inbetriebnahme gingen Vorplanungen seit den 1980er Jahren voraus, die Streckenverlängerung hat 91 Millionen Euro gekostet. Eine Verlängerung nach Arnum ist mittelfristig geplant. Der Rat der Stadt Hemmingen begrüßt eine mögliche Streckenverlängerung nach Arnum.
An den Stadtbahn-Haltestellen Hemmingen, Berliner Straße, Deveser Straße und Saarstraße verkehrt die Stadtbahnlinie 13 nach Fasanenkrug: 
| Linie | Verlauf | Takt                                       |
| ----- | --- | ------------------------------------------ |
| 13    | Fasanenkrug – Noltemeyerbrücke – Vier Grenzen – Lister Platz – Hauptbahnhof – Kröpcke – Markthalle/Landtag – Waterloo – Allerweg – Bahnhof Linden/Fischerhof – Wallensteinstraße – Hemmingen | 10 min (werktags) 15 min (sonn-/feiertags) |

Die Nachbarkommunen und Stadtteile Hemmingens werden von mehreren Buslinien des Großraum-Verkehrs Hannover (GVH) bedient. Ein Umstieg zwischen Stadtbahn und Bussen ist an der Stadtbahn-Endstation Hemmingen möglich.
Es existiert ein Wander‐ und Radwegenetz abseits des Autoverkehrs, das der Einwohnerschaft Naherholungsmöglichkeiten bietet. Hemmingen ist Mitglied in der AG Fahrradfreundliche Kommunen.
Hemmingen gewann 2023 als Stadt in einem Fahrradwettbewerb unter 21 teilnehmenden Kommunen in der Region Hannover ein E-Lastenrad, das vor dem Rathaus in Hemmingen zur kostenlosen Ausleihe bereitsteht.

## Wirtschaft

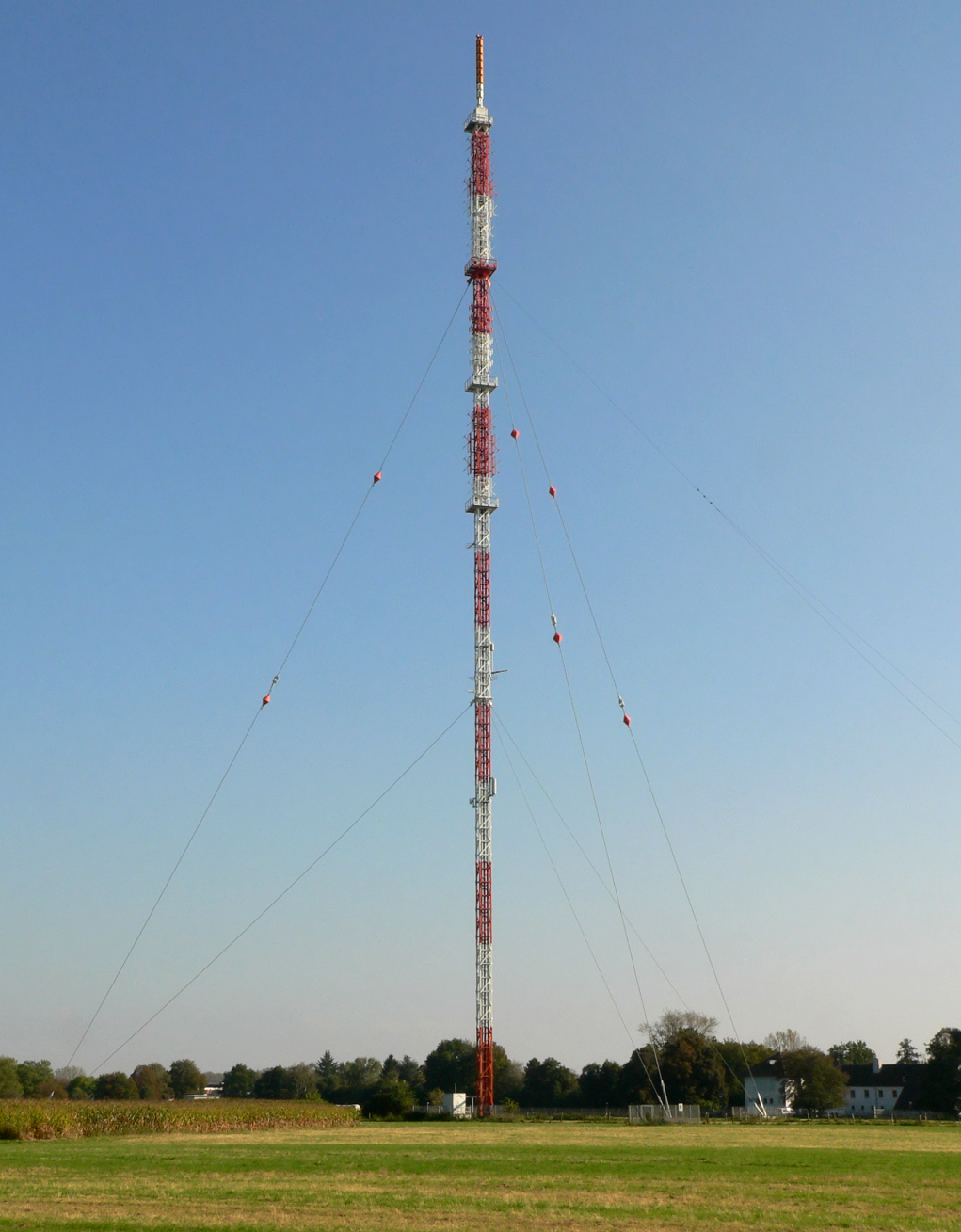
Sendemast des Rundfunksenders Hemmingen

In den Stadtteilen Hemmingen-Westerfeld, Arnum und Devese befinden sich die vier Gewerbe- und Industriegebiete der Stadt Hemmingen. Die von der Beschäftigtenzahl bedeutendsten Betriebe sind die Firmen vph/Igepa Group und das Unternehmen B.A.S. Verkehrstechnik mit Dienstleistungen zur Sicherung von Baustellen.
Auf einem freien Feld im nördlichen Teil des Stadtgebietes steht seit den 1940er Jahren der Sender Hemmingen. Er ist eine Sendeanlage des NDR für UKW, DAB und DVB-T. Das über die Stadtgrenzen hinaus sichtbare Erkennungszeichen Hemmingens besteht aus einem abgespannten Stahlfachwerkmast von 149,5 m Höhe. Ein weiterer, 108 m hoher Mast wurde 2006 gesprengt, da er nicht mehr benötigt wurde.

## Persönlichkeiten

### In Hemmingen geboren
- Johann Georg Conrad Oberdieck (1794–1880), ev. Pfarrer und Pomologe, geboren in Wilkenburg
- Louis Münkel (1810–1886), Schriftsteller, geboren in Hiddestorf

### Personen, die mit der Stadt in Verbindung stehen
- Nikolaus Baring (1607–1648), Prediger, von 1636 bis 1641 Prediger in Wilkenburg
- Martin Chilian Stisser (1635–1707), lutherischer Theologe und Generalsuperintendent einer Generaldiözese, von 1662 bis 1671 Pastor in Wilkenburg
- Carl August Graf von Alten (1764–1840), hannoversch-britischer General und Minister, beigesetzt im Mausoleum Graf Carl von Alten
- Georg Ludwig Friedrich Laves (1788–1864), Architekt, Stadtplaner und Bauingenieur, baute 1817 das Palais des Generals Carl von Alten und entwarf 1842 das Mausoleum Graf Carl von Alten
- Viktor von Alten (1800–1879), königlich hannoverscher Geheimer Rat
- Christoph August Gersting (1802–1872), Maurermeister, Baumeister, Senator und Architekt, Ausbilder Conrad Wilhelm Hases, beteiligt am Bau des Mausoleums
- Conrad Wilhelm Hase (1818–1902), Architekt und Hochschullehrer, gilt als einer der bedeutendsten Vertreter der Neugotik des 19. Jahrhunderts, fertigte 1842 das Mausoleum für Carl von Alten
- Friedrich Bartels (1903–1973), lutherischer Theologe und Vizepräsident des Landeskirchenamtes Hannover
- Otto Dellemann (1906–1974), Architekt, baute auch den Rathausplatz in Hemmingen-Westerfeld
- Heinrich Steinberg (1913–1995), Schüttelreim-Dichter und Kommunalpolitiker
- Heinz Goesmann (1920–2010), Architekt, baute die Schießsportanlage in Wilkenburg
- Werner Potzernheim (1927–2014), Bahnradsportler
- Rolf Grimm (* 1937), Professor der Fachhochschule Hannover, mit dem Bundesverdienstkreuz ausgezeichnet
- Wolfgang Kilian (* 1939), Rechtswissenschaftler und Hochschullehrer
- Gernulf Garbe (* 1940), Sportmediziner und Hochschullehrer
- Willi Lindhorst (* 1941), niedersächsischer Landtagsabgeordneter, Ratsmitglied in Hemmingen
- Martin Cordes (* 1942), lutherischer Theologe und Hochschullehrer
- Klaus Wunder (1950–2024), Fußballspieler
- Claus-Dieter Schacht-Gaida (* 1955), Bürgermeister
- Thorsten Sueße (* 1959), Arzt und Kriminalschriftsteller
- Kerstin Liebelt (* 1962), niedersächsische Landtagsabgeordnete, Ratsmitglied in Hemmingen
- Frauke Patzke (* 1971), politische Beamtin (Bündnis 90/Die Grünen), Ratsmitglied in Hemmingen
- Niklas Feierabend (1997–2016), Fußballspieler